# Friedrich Karl Petersen

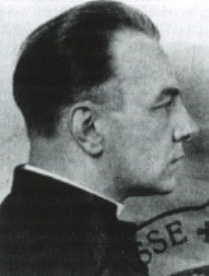
Friedrich Karl Petersen

Friedrich Karl Petersen (* 6. April 1904 in Dortmund; † 8. November 1944 in Dachau) war ein deutscher katholischer Geistlicher, der im KZ Dachau zu Tode gequält wurde.

## Herkunft und Ausbildung
Friedrich Karl Petersen war der jüngste Sohn von neun Kindern einer Dortmunder Handwerkerfamilie. Wegen des frühen Todes seiner Eltern konnte er erst in vorgerücktem Jugendalter mit einer höheren Schulausbildung beginnen. Nach dem Besuch der Stadtschule im sauerländischen Fredeburg und des Dortmunder Stadtgymnasiums bestand er 1927 an der Missionsschule der Weißen Väter in Linz am Rhein das Abitur. Anschließend studierte er Theologie an den Universitäten von Bonn, Tübingen und Münster. Wegen der seinerzeit außerordentlich hohen Bewerberzahlen scheiterten zu Beginn der 1930er Jahre seine Bemühungen in mehreren Diözesen, in ein Priesterseminar aufgenommen zu werden. Durch die Vermittlung von Förderern wurde er im Oktober 1935 in das von Dominikanern geleitete Theologenkonvikt Albertinum im schweizerischen Fribourg aufgenommen. Dort schloss Petersen seine Studien ab und wurde am 27. März 1938 für das französische Bistum Soissons zum Priester geweiht.

## Wirken
Im Juni 1938 übertrug ihm Bischof Ernest Victor Mennechet eine Anstellung an der Pfarrei de la Nativité-de-la-Sainte-Vierge in Cuisy-en-Almont, die Petersen am 15. August 1938 antrat. Da er seitens der französischen Behörden statt einer Arbeitsgenehmigung lediglich eine auf zwei Monate befristete Aufenthaltsgenehmigung erhielt, wechselte er in die Gemeinde Le Bourg d’Oisans in der Diözese Grenoble-Vienne. Nach Ausbruch des Zweiten Weltkriegs musste er Frankreich verlassen und begab sich wieder in die Schweiz. Trotz mehrerer Aufenthaltsverlängerungen war keine Diözese bereit, ihn dauerhaft als Priester in den Dienst zu nehmen, und Ende Januar 1943 wurde Petersen aus der Schweiz ausgewiesen.

## Verhaftung und Verschleppung nach Dachau

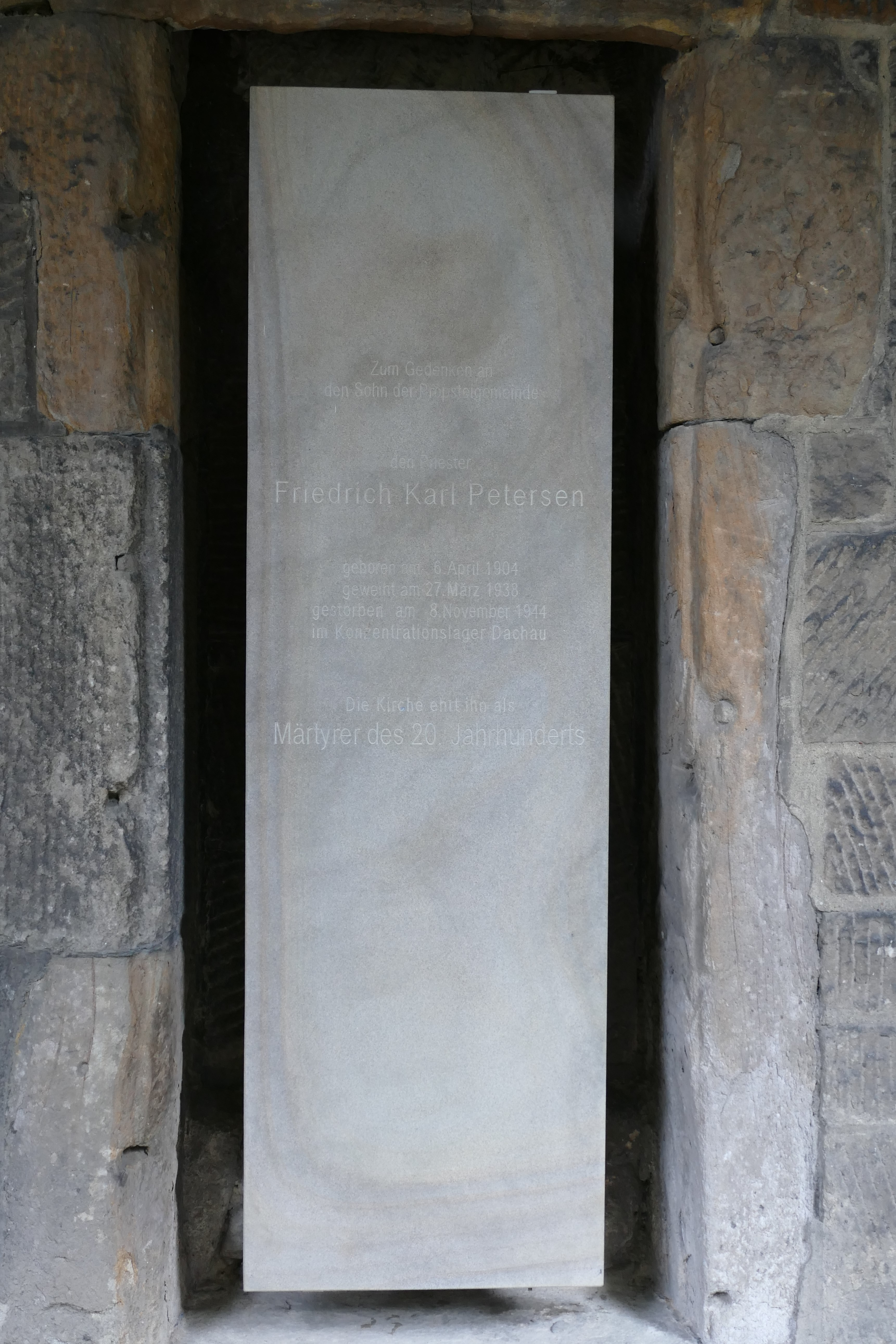
Gedenkstein für Friedrich Karl Petersen in der Propsteikirche Dortmund

Nachdem er für kurze Zeit Unterkunft bei einer seiner Schwestern in Schmallenberg gefunden hatte, übertrug ihm der Paderborner Erzbischof Lorenz Jaeger im Februar 1943 eine Anstellung an der Pfarrei St. Pankratius in Reiste, die er jedoch nicht mehr antreten konnte. Am 12. Februar 1943 wurde Friedrich Karl Petersen wegen „belastender Korrespondenz“ verhaftet. Zunächst war er im Polizeigefängnis Fredeburg inhaftiert und wurde dann in das Bezirksgefängnis Karlsruhe gebracht, wo er mehrfach verhört wurde. Am 27. Mai 1943 erließ das Reichssicherheitshauptamt (RSHA) in Berlin einen Schutzhaftbefehl mit der zusätzlichen Anordnung, Petersen in das Konzentrationslager Dachau zu überstellen.
Dort wurde er am 9. Juli 1943 eingeliefert, erhielt die Häftlingsnummer 45595 und wurde im sogenannten Pfarrerblock untergebracht. Im Lager litt er vor allem unter den überlangen Arbeitszeiten der Häftlinge. Im Herbst 1944 erkrankte er so schwer, dass er ins Krankenrevier gebracht werden musste, wo er wenig später starb – nach Angaben der Lagerleitung angeblich an den Folgen einer Entzündung des Dünn- und Dickdarmes sowie an Herzschwäche. Andere Priester erreichten – vermutlich durch Bestechung –, dass der Leichnam des Geistlichen gesondert im Krematorium des KZ Dachau eingeäschert wurde und sie die Asche bis nach Kriegsende verstecken konnten. Nach der Befreiung durch amerikanische Truppen am 29. April 1945 brachte der ebenfalls inhaftierte Heinrich Rupieper die Urne mit der Asche Karl Petersens nach Schmallenberg, wo sie am 29. August 1945 in der Priestergruft beigesetzt wurde.

## Ehrungen
- Die katholische Kirche hat Friedrich Karl Petersen als Glaubenszeugen in das deutsche Martyrologium des 20. Jahrhunderts aufgenommen.